# Discriminazione linguistica
La discriminazione linguistica (anche chiamata glottofobia) è il fenomeno di discriminazione che una persona o un gruppo sociale può subire a causa della lingua con cui si esprime o per delle peculiarità linguistiche.
A metà degli anni '80, la linguista finlandese Tove Skutnabb-Kangas ha riassunto questa idea della discriminazione basata sulla lingua con il concetto di linguicismo, che indica "le ideologie e le strutture usate per legittimare, effettuare e riprodurre la disparità di divisione del potere e delle risorse tra i gruppi che si stabiliscono sulla base della lingua".

## Casi di una possibile discriminazione linguistica

### Italia

#### La discriminazione linguistica del genere transessuale e intersessuale
Secondo l'Agenzia europea dei diritti fondamentali, stereotipi e ignoranza danno vita anche a un linguaggio offensivo che costruisce barriere, pregiudizi e arriva anche a far nascondere alle persone la propria identità. Viene compromessa la vita delle persone transessuali.
Secondo l'Agenzia, in Italia, a livello linguistico gli individui transessuali non vedono rispettata la propria identità di genere, non potendo liberamente né scegliere il proprio sesso né affiancare il proprio sesso fisico a quello psicologico; oltre a loro almeno 10.000 persone intersex sono discriminate poiché il genere neutro latino non è stato ereditato dalla lingua italiana, al contrario della Svezia che fin dagli anni '60 ha adattato il proprio genere neutro linguistico, prima usato solo per cose e animali, anche per le persone.

#### La discriminazione di Lidia Poët
Laureata in giurisprudenza, Lidia Poët chiese l’iscrizione all’Ordine degli Avvocati: tuttavia nel 1883 la Corte di Appello ne ordinò la cancellazione dall’albo. Poët presentò un ricorso articolato alla Corte di cassazione che, con la sentenza del 18 aprile 1884, confermò la decisione della Corte d'Appello, dichiarando che “La donna non può esercitare l’avvocatura”, e sostenendo che la professione forense doveva essere qualificata come un “ufficio pubblico”, il che comportava una ovvia esclusione, dato che l’ammissione delle donne agli uffici pubblici doveva essere esplicitamente prevista dalla legge. Quando la legge taceva – come nel caso della legge sulla avvocatura – non era possibile interpretare il silenzio del legislatore alla stregua di una ammissione.
A conferma di ciò vi furono anche considerazioni di carattere lessicale: la legge unitaria sull’avvocatura 8 giugno 1874, n. 1938 era da intendersi solo per il genere maschile utilizzando il termine avvocato e mai quello di avvocata.
Solo nel 1920 Lidia Poët, all'età di 65 anni, entrò nell'Ordine degli avvocati, divenendo ufficialmente la prima donna d'Italia ad esservi ammessa.

#### Il caso degli spot RAI di dicembre 2010
Nel dicembre 2010 la RAI mise in onda degli spot in cui degli attori parlavano in "dialetto" e non riuscivano a comprendersi vicendevolmente. Tali spot causarono notevole disappunto sia sui "social" che da parte di Associazioni di tutela linguistica. Dopo pochi giorni la RAI ritirò gli spot, cambiandoli con altri in cui gli attori facevano gli auguri di Buone Feste in "dialetto".

#### La derisione di Wikipedia nelle Lingue Regionali
Quando i giornali parlano di Wikipedia nelle Lingue Regionali, sovente è fatto con un atteggiamento di derisione. Si veda ad esempio l'articolo su La Stampa del 6 giugno 2006, dove si parla di "Effetti esilaranti" e, ovviamente, "non si può fare a meno di ridere" .

#### Il caso dei cartelli ferroviari in friulano
Nel luglio 2025, la Rete Ferroviaria Italiana aveva rimosso i cartelli trilingui (italiano/friulano/sloveno) nella stazione di Cividale del Friuli e quelli bilingui (italiano/friulano) nella stazione di San Gottardo (Udine) .
Dopo pochi giorni, in seguito ad una valanga di proteste dei cittadini e delle Associazioni di tutela linguistica, è stata avviata l'operazione di ripristino .

### Spagna
In Spagna, dove sono presenti diverse lingue usate come strumento di comunicazione tradizionale da parte della popolazione, la situazione della diversità linguistica non era riconosciuta dal punto di vista legale già dal XVIII secolo, quando ebbe inizio una politica restrittiva e discriminativa nei confronti delle lingue diverse dal castigliano. Con l'entrata in vigore della Costituzione del 1978, la lingua spagnola o castigliana fu riconosciuta come lingua ufficiale dell'intero paese; ma venne, inoltre, stabilito che anche le altre lingue spagnole diverse dal castigliano sarebbero diventate ufficiali conformemente alle disposizioni degli Statuti d'Autonomia delle Comunità Autonome. In questo modo, la Catalogna e le Isole Baleari stabilirono lo status di co-ufficialità del catalano nelle rispettive comunità autonome, e la Comunità valenzana stabilì lo stesso regime per il valenziano, modificando la suddetta ufficialità per l'ambito educativo in tutte quelle zone con una predominanza linguistica castigliana. D'altro canto, lo Statuto della Galizia conferì al galiziano lo status di lingua co-ufficiale nella regione e lo Statuto Autonomo dei Paesi Baschi la co-ufficialità della lingua basca, così come anche Navarra attraverso la legge di Amejoramiento del Fuero, solo per le zone in cui il basco viene parlato.
Nel caso della Comunità Valenciana e Navarra, entrambe possiedono delle lingue distinte dal castigliano, ma, per ragioni storiche, vengono soltanto parlate in una zona concreta in entrambi i territori. Di conseguenza, lo Statuto d'Autonomia della Comunità Valenziana ha confermato il valenziano come lingua ufficiale in tutto il territorio della comunità, ma modificando il suo uso in materia educativa in funzione del predominio linguistico storico valenziano o castigliano del luogo, venendosi a creare delle aree linguistiche regolate dalla legge Uso y Enseñanza del Valenciano. Per quanto riguarda Navarra, l'Amejoramiento del Fuero ha attribuito al basco il carattere di lingua co-ufficiale, ma soltanto par le zone in cui viene parlata, come da stabilito nella Legge Foral del Vascuence. 
In Catalogna, nonostante sia parlata nella Valle di Arán, la lingua occitana nella sua varietà aranesa, è stata dichiarata co-ufficiale in tutta la Catalogna dallo Statuto di Autonomia della Catalogna nel 2006, sebbene ci siano state alcune limitazioni come previsto dalla normativa applicabile.
Allo stesso modo, ci sono varietà linguistiche e lingue che, nonostante il fatto che i diversi Statuti dell'Autonomia non abbiano riconosciuto il carattere della co-ufficialità, godano del riconoscimento di lingue proprie, storiche o tradizionali, e di una regolamentazione di protezione sia culturale sia legale da parte delle istituzioni, come l'asturiano nelle Asturie, leonese in Castiglia e León, basco nella zona di confine linguistico di Navarra, Fala in Estremadura o aragonese e catalano in Aragona. 
Il 15 settembre del 2001 la Spagna rettificò la Carta europea delle lingue regionali e minoritarie del Consiglio d'Europa, in cui la Spagna scrive:

España declara que, a los efectos previstos en los citados artículos, se entienden por lenguas regionales o minoritarias, las lenguas reconocidas como oficiales en los Estatutos de Autonomía de las Comunidades Autónomas del País Vasco, Cataluña, Islas Baleares, Galicia, Valenciana y Navarra (sólo respecto de la Zona Vascófona).

Asimismo, España declara, a los mismos efectos, que también se entienden por lenguas regionales o minoritarias las que los Estatutos de Autonomía protegen y amparan en los territorios donde tradicionalmente se hablan.

 Nei due rapporti che il Comitato di esperti del Consiglio d'Europa ha finora svolto sulla pianificazione della Carta in Spagna, non vi sono commenti su presunte discriminazioni legate alla lingua castigliana (4/8/2005:  e 4 / 4/2008:  ). Al contrario, è stato chiesto alla Spagna nuovi sforzi per proteggere le lingue regionali e minoritarie e ha rilevato lacune nell'applicazione della Carta per le lingue minoritarie, in particolare in materia di giustizia, amministrazione, istruzione e media. 

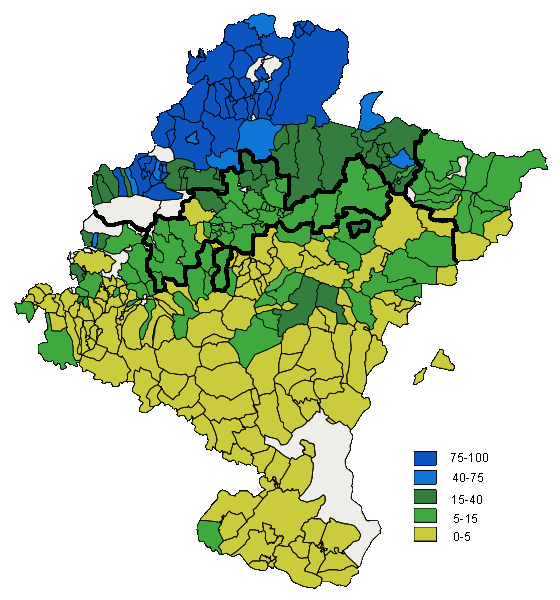
Confronto tra la divisione linguistica della Legge Foral del Vascuence con la percentuale di persone di lingua basca nel 2001.

In Navarra, i gruppi politici e sociali nazionalisti baschi e i vasquistas, definizione usata per le persone amanti dei Paesi Baschi, hanno denunciato per anni la discriminazione linguistica che subiscono i bascofoni a causa della legislazione che utilizza il concetto legale di predominio linguistico secondo il quale il basco è solo una lingua co-ufficiale con il castigliano nelle aree in cui viene tradizionalmente usata questa lingua e non nell'intero territorio della comunità. Per questo viene richiesto un modello e un processo di diffusione della lingua basca su tutto il territorio come quello realizzato nei Paesi Baschi. Accusano anche il governo provinciale di non lavorare con le organizzazioni sociali basche.
Al contrario, negli anni '90 i gruppi politici e sociali di Navarra denunciarono la discriminazione linguistica subita dai castiglianofoni durante le procedure di selezione di accesso al lavoro pubblico per i dipendenti la cui conoscenza del basco venne considerata inadeguata. Le persone si affidarono a questi gruppi per promuovere la diversità linguistica nella provincia di Navarra e rifiutare l'obbligo del basco nel centro e nel sud della comunità, dove la propria lingua storica è il castigliano.

#### Comunità di lingua catalana
In Catalogna, Comunità Valenziana e Isole Baleari praticamente tutti gli abitanti conoscono anche il castigliano, oltre al catalano che è l'idioma proprio (nella Comunità Valenciana sotto la denominazione di valenziano). Nelle tre comunità, il catalano viene capito da 10.804.028 persone (6.502.880 in Catalogna, 3.448.368 nella Comunità Valenziana e 852.780 nelle Isole Baleariche), 8.812.416 lo parlano (5.698.400 in Catalogna, 2.407.951 nella Comunità Valenciana e 706.065 nelle Isole Baleari) e approssimativamente 5.942.215 persone l'utilizzano come lingua di uso quotidiano. 

##### Catalogna
Durante gli anni, sono stati oggetto di polemica diversi aspetti della politica linguistica del governo della Catalogna, accusato di essere un esempio di discriminazione linguistica nei confronti del castigliano a:
- multe amministrative per le imprese che non etichettano almeno in catalano
- richiedere come requisito generale la padronanza delle due lingue ufficiali per accedere a qualsiasi lavoro nel servizio pubblico
- il non utilizzo dello spagnolo in nessuno dei media pubblici
- il non uso dello spagnolo nei segnali stradali
- la politica di immersione linguistica, che considera solo il catalano la lingua del veicolo.

Nel 2008 la Corte Suprema della Spagna ha ritenuto che il governo della Generalitat non adempiva al proprio obbligo di garantire i diritti linguistici dei catalani e di aver imposto l'obbligazione di includere nei moduli una domanda sulla lingua familiare di ogni studente; sussistono dubbi sul fatto che ciò sia stato effettuato dal governo della Catalogna, la cui politica linguistica stabilisce che:
2. I bambini hanno il diritto di ricevere la prima istruzione nella loro lingua abituale, che sia catalano o castigliano. L'Amministrazione deve garantire questo diritto e mettere i mezzi necessari per renderlo efficace. I genitori o i tutori possono esercitarlo a nome dei propri figli esortandone l'applicazione.
Dall'altro parte, alcuni castiglianofoni hanno denunciato casi di discriminazione, per esempio perché il sito web della polizia autonoma non è scritta in castigliano, oppure perché non si può prendere un appuntamento in castigliano con   il medico di base attraverso internet o perché gli aiuti per l'affitto dell'alloggio si possono chiedere soltanto in catalano. La relazione annuale del Síndic di Greuges (Difensore del Popolo in Catalogna) raccoglie molti casi di sospette discriminazioni, sia nei confronti dei catalofoni sia dei castiglianofoni. Questi stereotipi negativi sono stati analizzati dal professore di psicologia sociale José Luis Sangrador García.[appuntamento 

##### Isole Baleari
A marzo 2007, l'entità culturale Obra Cultural Balear ha denunciato all'UNESCO, a Parigi, la politica linguistica del governo autonomo delle Baleari del Partito Popolare (PP). È stato presentato un rapporto che denuncia le iniziative realizzate dal governo delle Baleari in materia linguistica, culturale ed educativa, nonché un rapporto in cui si afferma che la Carta europea per le lingue minoritarie è stata violata. Le principali azioni che la OCB denuncia come violazioni sono il decreto sul trilinguismo poiché viola la Legge sulla Normalizzazione Linguistica, l'ordine del 13 settembre 2004 che impedisce la libertà dei genitori di scegliere la lingua di insegnamento, l'omologazione con certificati C di catalano e il taglio del budget per la promozione della lingua catalana. Tali relazioni sono state consegnate alla fine di febbraio 2007 anche al Consiglio d'Europa, che si è impegnato a verificare il rispetto della Carta europea delle lingue regionali o minoritarie . 
Nel 2017 viene istituito, sotto il governo dello PSOE in coalizione con MES e Podemos, il requisito per tutti i cittadini spagnoli di un certificato di catalano di livello B2, che non è richiesto al resto dei cittadini di altri paesi europei per accedere allo stesso messo.

### Stati Uniti
Negli Stati Uniti, il professore di filosofia dell'Università Washington a Saint Louis, John Baugh, PhD, membro del NAACP, ha effettuato vari test per verificare se i latinoamericani, come i neri, venissero discriminati telefonicamente quando chiedevano qualche tipo di servizio, che fosse esso statale o meno. Nel caso della tragedia dell'uragano Katrina diverse persone di origine europea o euro-americana hanno partecipato a questi test e hanno ottenuto la concessione dei servizi, mentre invece gli afroamericani o i latinoamericani si son visti negare una gran parte di questi. Questo comportamento nell'esperimento è stato associato all'accento dei parlanti
Questo studio venne fatto anche con altri lavoratori e venditori di case, arrivando agli stessi risultati: la negazione di un servizio avveniva per via dell'accento latino. Questo studio è finanziato dalla Fondazione Ford.
La profilazione linguistica, o discriminazione linguistica, è molto comune negli Stati Uniti, anche se compiuta in maniera velata, per dare legalità alle decisioni, e questo va dall'affitto o acquisto di una casa, di un'auto, alla richiesta di lavoro, ecc.